# Tour der australischen Rugby-Union-Nationalmannschaft nach Neuseeland 1913
| Tour der Wallabies nach Neuseeland 1913 | Tour der Wallabies nach Neuseeland 1913 | Tour der Wallabies nach Neuseeland 1913 | Tour der Wallabies nach Neuseeland 1913 | Tour der Wallabies nach Neuseeland 1913 |
| Übersicht                               | S                                       | G                                       | U                                       | N                                       |
| --------------------------------------- | --------------------------------------- | --------------------------------------- | --------------------------------------- | --------------------------------------- |
| Test Matches                            | 03                                      | 1                                       | 0                                       | 2                                       |
| Sonstige Spiele                         | 07                                      | 3                                       | 0                                       | 4                                       |
| Gesamt                                  | 10                                      | 4                                       | 0                                       | 6                                       |
|                                         |                                         |                                         |                                         |                                         |
| Neuseeland                              | 3                                       | 1                                       | 0                                       | 2                                       |

Die Tour der australischen Rugby-Union-Nationalmannschaft nach Neuseeland 1913 umfasste eine Reihe von Freundschaftsspielen der Wallabies, der Nationalmannschaft Australiens in der Sportart Rugby Union. Das Team reiste im August und September 1913 durch Neuseeland, wobei es zehn Spiele bestritt. Dazu gehörte drei Test Matches gegen die All Blacks. Die Wallabies gewannen ein Test Match und entschieden drei der sieben übrigen Spiele für sich.

## Spielplan
- Hintergrundfarbe grün = Sieg
- Hintergrundfarbe rot = Niederlage

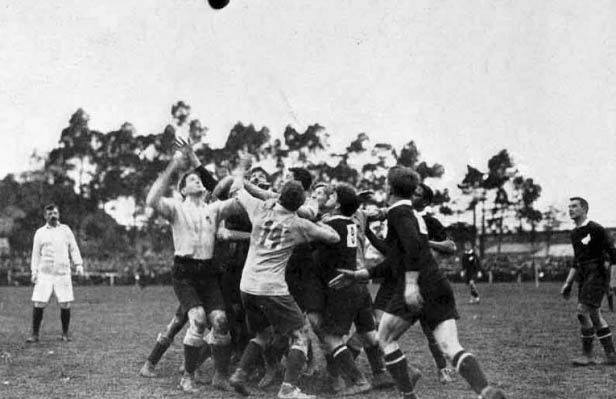
Spielszene in einem der Test Matches gegen Neuseeland

(Test Matches sind grau unterlegt; Ergebnisse aus der Sicht Australiens)
| #  | Datum              | Gegner                                | Ort          | Stadion        | Ergebnis |
| -- | ------------------ | ------------------------------------- | ------------ | -------------- | -------- |
| 01 | 27. August 1913    | Auckland Rugby Football Union         | Auckland     | Alexandra Park | 13:15    |
| 02 | 30. August 1913    | Taranaki Rugby Football Union         | New Plymouth |                | 11:9     |
| 03 | 03. September 1913 | Wanganui Rugby Football Union         | Wanganui     | Cooks Gardens  | 6:11     |
| 04 | 06. September 1913 | Neuseeland                            | Wellington   | Athletic Park  | 5:30     |
| 05 | 10. September 1913 | Southland Rugby Football Union        | Invercargill |                | 8:13     |
| 06 | 13. September 1913 | Neuseeland                            | Dunedin      | Carisbrook     | 13:25    |
| 07 | 17. September 1905 | South Canterbury Rugby Football Union | Timaru       |                | 16:3     |
| 08 | 20. September 1913 | Neuseeland                            | Christchurch | Lancaster Park | 16:5     |
| 09 | 24. September 1905 | Marlborough Rugby Union               | Blenheim     | Lansdowne Park | 30:3     |
| 10 | 27. September 1905 | New Zealand Māori                     | Auckland     | Alexandra Park | 9:12     |

## Test Matches
| 6. September 1913 | Neuseeland                                                                   | 30 : 5         | Australien                         | Athletic Park, Wellington Zuschauer: 4.000 Schiedsrichter: John Simpson (Neuseeland) |
| 6. September 1913 | Versuche: Gray Lynch (3) McKenzie (2) Murray Roberts Erhöhungen: Roberts (3) | (11:5) Bericht | Versuche: Carr Erhöhungen: McMahon | Athletic Park, Wellington Zuschauer: 4.000 Schiedsrichter: John Simpson (Neuseeland) |

Aufstellungen:
- Neuseeland: Harry Atkinson, John Cuthill, Henry Dewar, Albert Downing, Donaldson Gray, Thomas Lynch, Alex McDonald , Dougie McGregor, Richard McKenzie, Toby Murray, Richard Roberts, George Sellars, Harry Taylor, Peter Williams, Jim Wylie 
 Auswechselspieler: Frank Mitchinson
- Australien: Ernest Carr, Bill Cody, Edward Fahey , Harold George, Herbert Jones, Michael McMahon, Pat Murphy, Claude O’Donnell, Dudley Suttor, Bill Tasker, Frederick Thompson, Clarence Wallach, William Watson, Larry Wogan, Frederick Wood

| 13. September 1913 | Neuseeland                                                                               | 25 : 13       | Australien                                         | Carisbrook, Dunedin Zuschauer: 15.000 Schiedsrichter: Alexander Downes (Neuseeland) |
| 13. September 1913 | Versuche: Brown Cummings Hasell Taylor Wilson Erhöhungen: O’Leary (3) Dropgoals: O’Leary | (9:8) Bericht | Versuche: Jones (2) Suttor Erhöhungen: Simpson (2) | Carisbrook, Dunedin Zuschauer: 15.000 Schiedsrichter: Alexander Downes (Neuseeland) |

Aufstellungen:
- Neuseeland: James Baird, James Barrett, Charles Brown, William Cummings, William Francis, William Geddes, Charles Gillespie, Edward Hasell, Victor Macky, James McNeece, Joseph O’Leary , Augustine Spillane, James Stewart, Reginald Taylor, Ranji Wilson
- Australien: Bryan Hughes, Ernest Carr, Bill Cody, Edward Fahey , David Horadan, Herbert Jones, Pat Murphy, Claude O’Donnell, Richard Simpson, Dudley Suttor, Bill Tasker, Frederick Thompson, William Watson, Larry Wogan, Frederick Wood

| 20. September 1913 | Neuseeland                            | 5 : 16        | Australien                                                 | Lancaster Park, Christchurch Zuschauer: 7.000 Schiedsrichter: George Nicholson (Neuseeland) |
| 20. September 1913 | Versuche: Fanning Erhöhungen: O’Leary | (5:5) Bericht | Versuche: Jones Suttor (2) Thompson Erhöhungen: Hughes (2) | Lancaster Park, Christchurch Zuschauer: 7.000 Schiedsrichter: George Nicholson (Neuseeland) |

Aufstellungen:
- Neuseeland: James Barrett, Charles Brown, Patrick Burns, Eric Cockroft, William Cummings, Alfred Fanning, William Francis, Edward Hasell, James McNeece, Joseph O’Leary , Augustine Spillane, James Stewart, Reginald Taylor, James Tilyard, Ranji Wilson
- Australien: Ernest Carr, Bill Cody, Larry Dwyer , Harold George, Bryan Hughes, Herbert Jones, Pat Murphy, Dudley Suttor, Bill Tasker, Frederick Thompson, Clarence Wallach, William Watson, David Williams, Larry Wogan, Frederick Wood